# Ouahigouya
Ouahigouya (v mossijštině Wayugyã) je město v regionu Nord v severní části Burkiny Faso, v zóně sahelu. Je hlavním městem provincie Yatenga a departmentu Ouahigouya. S počtem obyvatel 124 587 (2019) se jedná o čtvrté největší město země a největší město provincie.
Město samotné má stadion, soukromou neziskovou dětskou nemocnici s 36 lůžky pro porody a 24 lůžky pro děti trpící těžkou podvýživou, poštu s přístupem k internetu a nejméně jednu pobočku banky Ecobank.

## Geografie
Město se nachází v severní části Burkiny Faso, přibližně 182 km severozápadně od hlavního města Ouagadougou na silnici N2. Je hlavním městem regionu Nord a provincie Yatenga. Administrativně je město rozděleno do 15 sektorů. 

## Historie
Město založil v roce 1757 mossijský panovník Naaba Kango a za jeho vlády bylo metropolí domorodého státu Yatenga. Jeho název znamená doslova „přijďte se poklonit“. V roce 1896 jej ovládli Francouzi a vybudovali zde pevnost. 
Během války o Agacher v roce 1985 bylo městské tržiště bombardováno malijskými ozborojenými jednotkami. Při útoku zahynulo více než 100 lidí.

## Hospodářství
Hospodářství města je založeno z velké většiny na zemědělství, nicméně se zde rozvíjí také obchod a drobný řemeslný průmysl. Dvě přehradní nádrže, nacházející se severně a západně od města, umožňují díky zavlažování pěstování zeleniny, jako jsou rajčata, mrkev, cibule a především brambory. Celkově je však jak region, tak samotné město silně závislé na srážkách. Základem místní stravy jsou proso a čirok, podobně jako v okolních oblastech.
Drobný řemeslný průmysl se soustředí zejména na výrobu z kůže a koželužství. Malý průmysl v regionu je převážně zaměřen na těžbu zlata, kterou provozuje velká společnost v nedalekém dole Karma.. Co se týče obchodu, město využívá relativní dopravní dostupnosti hlavního města Ouagadougou k nákupu průmyslově vyráběných produktů a jejich dalšímu prodeji v místní ekonomice. To je výrazně usnadněno zpevněnou silnicí N 2, která obě města spojuje.

## Kultura
Spisovatel Amadou Hampaté Ba zasadil do prostředí Ouahigouyi část děje svého historického románu Wangrinův podivuhodný osud. 

### Festivaly
Město každoročně hostí festival FESCO (Sport and Culture Festival of Ouahigouya), zaměřený na sportovní a kulturní zážitky

### Sport
Vznikl zde fotbalový klub US Yatenga, účastník nejvyšší africké soutěže. Působí zde také družstvo žen.

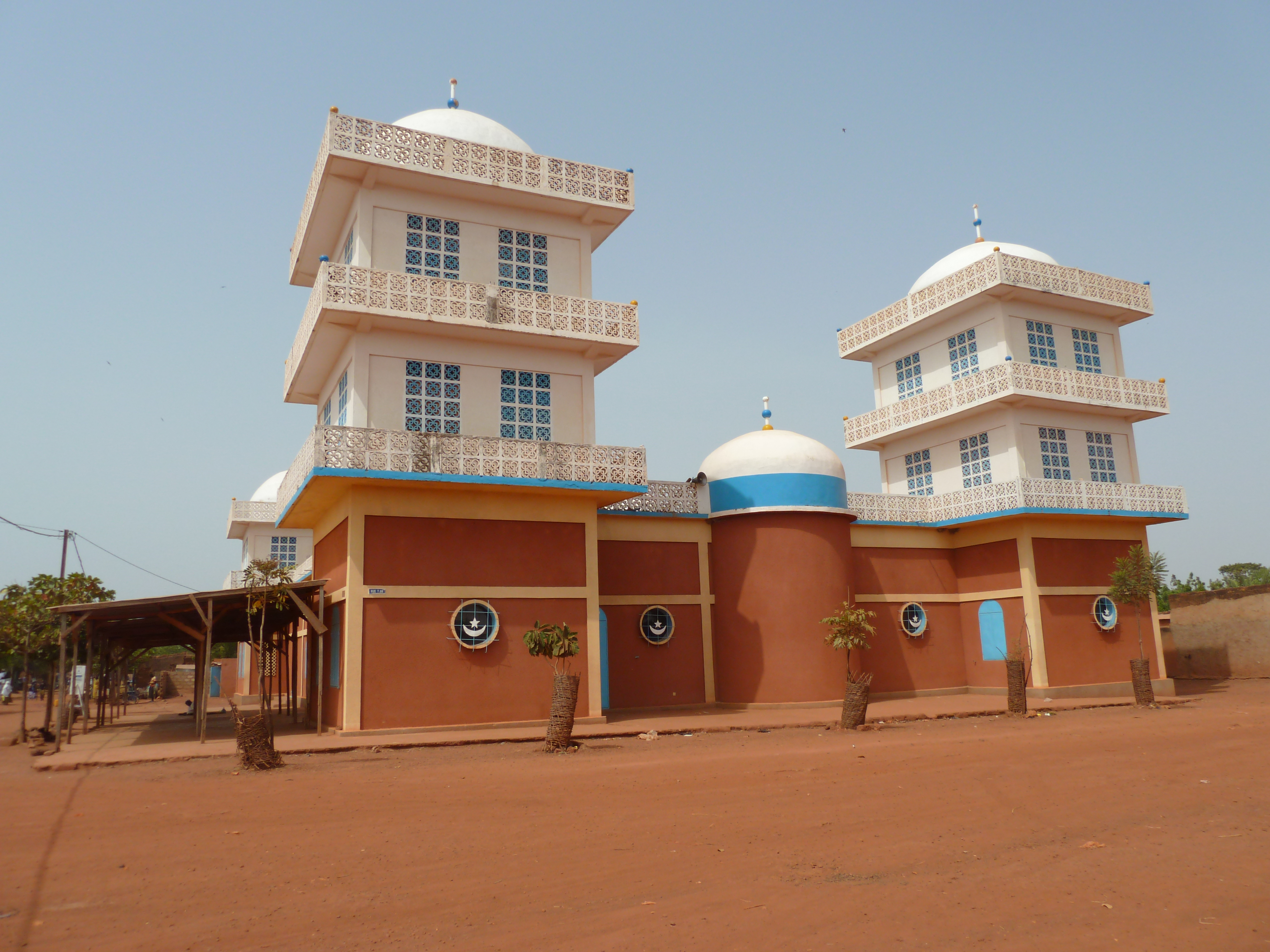
Mešita ve městě

### Památky
- Katolická katedrála Krista Pána s hrobem krále Naabo Kangy
- Centrální tržiště, po tržišti v Gorom-Gorom druhé největší v oblasti Sahelu
- Přehradní nádrže východně od města
- Mešita ve vesnici Ramatoulaye, 25 km východně od města

## Osobnosti
- Salif Diallo (1957–2017), bývalý ministr životního prostředí, prezident Národního Shromáždění Burkiny Faso v letech 2015–2017
- Idrissa Ouédraogo (1954–2018), režisér
- Yacouba Sawadogo (1946–2023), zemědělec, vynálezce zemědělské techniky Zaï
- Bibata Nebié (* 1973), soudce, politik, bývalý ministr spravedlnosti
- Gérard Ouedraogo (1925–2014), politik, první předseda vlády Burkiny Faso

## Partnerská města
- Chambéry, Francie
- Vence, Francie
- Lahnstein, Německo
- Decatur (Georgie), Spojené státy americké